# Neudeck (Thanstein)
Neudeck ist ein Ortsteil der Gemeinde Thanstein im Oberpfälzer Landkreis Schwandorf in Bayern.

## Geographische Lage
Neudeck liegt ungefähr 6 Kilometer nördlich von Thanstein und etwa drei Kilometer westlich der Bundesstraße 22 am Südwesthang des 622 Meter hohen Kulm.

## Geschichte

### Anfänge bis 18. Jahrhundert
Neudeck (auch: Neudeckh) gehörte zur Hofmark Dieterskirchen. Im Visitationsprotokoll von 1582 wurde Neudeck als Bestandteil der Pfarrei Dieterskirchen aufgeführt. Während im Dreißigjährigen Krieg Dieterskirchen schwer verwüstet wurde, blieb das zu Dieterskirchen gehörige, aber etwas abseits, versteckt zwischen Bergen und Wäldern liegende Neudeck unversehrt. 1661 hatte Neudeck zwei Höfe, ein Gut, ein Häusel, 10 Rinder und ein Schwein. Ende des 18. Jahrhunderts gehörte Neudeck mit fünf Anwesen zu Dieterskirchen und zum Besitz der Familie Horneck.

### 19. Jahrhundert
Zu Beginn des 19. Jahrhunderts wurde staatlicherseits versucht die Verwaltungsstruktur zu vereinfachen und – gegen den zähen Widerstand der Besitzer – die Gerichtsbarkeit auf den Staat zu übertragen. Dieser Prozess verlief in mehreren Schritten.
Durch Säkularisation und Mediatisierung wurden die zersplitterten territorialstaatlichen Gebilde und die differenzierte Struktur der gerichts- und grundherrlichen Zuordnungen beseitigt und versucht, die gutsherrlichen Rechte nach und nach zu reduzieren.
Es wurden Landgerichte älterer Ordnung gebildet.
Entsprechend einer Verordnung von 1808 wurde das Landgericht Neunburg vorm Wald in 55 Steuerdistrikte unterteilt.
Dabei bildete Weislitz mit den Ortschaften Kiesenberg, Neudeck, Weislitz und Zengeröd einen Steuerdistrikt.
Für die zunächst weiter bestehenden Patrimonialgerichte wurden im Organischen Edikt über die Patrimonialgerichtsbarkeit Vorschriften erlassen, die darauf zielten, nur noch größere und zusammenhängende Territorien zuzulassen.
Daneben wurde jede Gelegenheit wahrgenommen, Patrimonialgerichte aufzulösen und die Gerichtsbarkeit an die Landgerichte einzuziehen.
Das Patrimonialgericht Dieterskirchen und Prackendorf des Anton Freiherrn von Horneck umfasste 1809 die Orte Dieterskirchen mit 43 Familien, Prackendorf mit 29 Familien, Pottenhof mit 22 Familien, Neudeck mit 6 Familien und Stegen mit 4 Familien.
1809 hatte Neudeck 35 Einwohner.
1820 wurden Ruralgemeinden gebildet.
Dabei entstand die Ruralgemeinde Dieterskirchen, die aus den Ortschaften Dieterskirchen mit 44 Familien, Pottenhof mit 21 Familien, Neudeck mit 5 Familien, Kolmhof mit 2 Familien und der Einöde Einödhof mit einer Familie bestand.
Neben der Ruralgemeinde Dieterskirchen bestand auch die kleine Ruralgemeinde Weislitz mit den Ortschaften Weislitz mit 6 Familien, Kiesenberg mit 5 Familien, Zengeröd mit 9 Familien und der Einöde Holzhof mit einer Familie.
Als Zengeröd dem Landgericht Oberviechtach unterstellt wurde, stellten die Gemeindeangehörigen von Weislitz mit der Begründung „Dieterskirchen sei sowieso groß genug“ 1845 den Antrag, die Ortschaft Neudeck aus der Gemeinde Dieterskirchen herauszunehmen und nach Weislitz einzugemeinden. Der Antrag wurde 1846, trotz des Protestes von Dieterskirchen, genehmigt.
So kam Neudeck in die Gemeinde Weislitz.
1848 wurden schließlich die feudalen Privilegien abgeschafft und die Patrimonialgerichte aufgelöst.
Die Gerichtsbarkeit und die Polizeigewalt ging damit endgültig und vollständig an den Staat über.

### 20. Jahrhundert bis Gegenwart
Zum Stichtag 23. März 1913 (Osterfest) wurde Neudeck als Teil der Expositur Kulz der Pfarrei Dieterskirchen mit 5 Häusern und 29 Einwohnern aufgeführt.
Bei der Auflösung der Gemeinde Weislitz 1946 kamen Kiesenberg und Neudeck zur Gemeinde Kulz.
1964 war Kulz eine eigenständige Gemeinde mit den Orten Kulz, Kiesenberg, Krähhof, Neudeck und Ziegelhütte.
1978 wurde Neudeck als Ortsteil der Gemeinde Kulz in die Gemeinde Thanstein eingegliedert.
Am 31. Dezember 1990 hatte Neudeck 28 Einwohner und gehörte zur Expositur Kulz der Pfarrei Dieterskirchen.